# Infacted Recordings
Infacted Recordings (infected + fact = infacted) ist ein Independent-Label aus der Region Aschaffenburg, das 2003 von Torben Schmidt gegründet wurde und sich auf den Bereich Elektronische Musik (EBM, Electro, Synthpop, Futurepop) spezialisiert hat. Das Label beheimatet deutsche wie internationale Bands.
Torben Schmidt war ehemals A&R der Labels Zoth Ommog und Bloodline. Er spielt in verschiedenen Bands, u. a. Lights of Euphoria, und ist seit 2000 Keyboarder der belgischen Formation Suicide Commando. Seit 1988 ist er als DJ Torben Schmidt in zahlreichen Clubs tätig.
Die Auswahl der Labelbands spiegelt die musikalische Vorliebe des Labelgründers wider.

## Bands (Auswahl)
Künstler und Bands bei Infacted Recordings, unter anderem:
- à;GRUMH...
- Andreas Davids & Sven Phalanx
- ANTIAGE
- Armageddon Dildos
- Axodry
- The Azoic
- Colony 5
- Conetik
- digital ENERGY
- District 13
- Endanger
- ES23
- Evils Toy
- Frozen Plasma
- Grendel
- Human Decay
- IC 434
- The Invincible Spirit
- Iris
- Les Anges de la Nuit
- Liquid Divine
- Menschdefekt
- Moon.74
- NamNamBulu
- Orange Sector
- Pending Position
- Prager Handgriff
- PreEmptive Strike 0.1
- Retractor
- Robotiko Rejekto
- Second Disease
- Soman
- State of the Union
- Suicidal Romance
- Supreme Court
- Tom Wax
- Torul
- Tribantura
- Unitary
- X-Marks the Pedwalk
- xotox